# Неофит Вамвас
Неофит (на гръцки: Νεόφυτος) е гръцки духовник (архимандрит) и просветител. 

## Биография
Роден е в 1776 година на Хиос със светско име Вамвас (Βάμβας). Посещава училище в Патмос и гимназия в Хиос. Продължава образованието си в Париж, където завързва тесен контакт с Адамандиос Кораис.
Връща се през 1815 в Хиос, където преобразува и ръководи гимназията до избухването на войната за независимост през 1821 г.
През 1821 г. в компанията на Димитриос Ипсилантис по време на походите му към Пелопонес, придобива голямо влияние върху хода на събитията, чрез своето духовно-политическо красноречие. Това влияние продължава да въздейства и по-късно при публични изпити на младежта и нейното морално възпитание.
През 1824 г. става професор по философия в новооткрития през май 1824 г. университет в Корфу, след което става директор на гимназията в Сиракуза и най-сетне професор по философия и реторика в Университета в Атина, където преподава също и гръцки филология.
През 1833 г. основава първата гимназия в Гърция, където завършва Елефтериос Венизелос.
През 1850 г. превежда Библията на съвременен гръцки.